# La situación de la clase obrera en Inglaterra
La situación de la clase obrera en Inglaterra es uno de los libros más conocidos de Friedrich Engels. Originalmente escrito en alemán (Die Lage der Arbeitenden Klasse in England), es un estudio de las condiciones de vida de los trabajadores en la Inglaterra victoriana. El libro es considerado como un relato clásico de la condición de los trabajadores en la industria. Originalmente destinado al público alemán, fue publicado por primera vez en 1845.
La obra fue traducida al inglés con el título The Condition of the Working Class in England, en 1885, por la reformista estadounidense Florence Kelley. Con la autorización de Engels, fue publicada en Nueva York (1887) y en Londres (1891). La edición inglesa se publicó con un nuevo prólogo del autor, en 1892.
Fue el primer libro de Engels, que lo escribió entre 1842 y 1844, durante su residencia en Mánchester, que era entonces el corazón de la Revolución Industrial. Engels redactó el libro a partir de sus propias observaciones y de relatos detallados que obtuvo en la época. El resultado fue un documento sobre la condición de penuria en que vivían los trabajadores en las áreas industriales de Inglaterra. 
Hijo mayor de un próspero industrial del ramo textil, Engels se involucró con el periodismo radical cuando aún era adolescente. Tras mudarse a Inglaterra, se hizo aún más radical tras presenciar los efectos de la Revolución Industrial. En esa época, entabló relación con Karl Marx, que duraría toda su vida.

## Sinopsis
Engels registra, por ejemplo, que la mortalidad por enfermedades, así como la mortalidad entre los trabajadores, era más alta en las ciudades industriales que en las zonas rurales. En ciudades como Mánchester y Liverpool, la mortalidad por viruela, sarampión, escarlatina y tos ferina era cuatro veces mayor que en las áreas rurales vecinas, y la mortalidad por convulsiones era diez veces mayor que en el campo. Además, la tasa de mortalidad general en Mánchester y Liverpool era significativamente más elevada que la media nacional. Un ejemplo interesante se refiere a la evolución de las tasas de mortalidad general en la ciudad industrial de Carlisle. Antes de la introducción de los molinos de vapor (1779-1787), 4408 de cada 10000 niños morían en los primeros cinco años de vida. Después de la introducción de los molinos, el número aumentó hasta 4738. De la misma forma, antes de la introducción de los molinos, 1006 de cada 10000 adultos morían antes de cumplir los 39 años. Tras la introducción de los molinos, la mortalidad pasó a 1261 de cada 10000.

## Influencia
El análisis de Engels fue muy influyente entre los historiadores británicos centrados en la Revolución Industrial. Engels se centró en los salarios de los obreros y en sus condiciones de vida. Argumentó que los trabajadores industriales tenían salarios más bajos que sus semejantes de la etapa preindustrial y que vivían en un entorno poco saludable y desagradable. Este análisis se ha convertido en una crítica de amplio espectro de la industrialización y en un elemento de crítica del que se hicieron eco numerosos historiadores marxistas que estudiaron la Revolución Industrial en el siglo XX.
Lenin calificó la obra como “una de las mejores obras de la literatura socialista del mundo” donde “Engels fue el primero en afirmar que el proletariado no es sólo una clase que sufre, sino que la vergonzosa situación económica en que se encuentra lo impulsa inconteniblemente hacia adelante y lo obliga a luchar por su emancipación definitiva" y "el proletariado en lucha se ayudará a sí mismo".
W. O. Henderson y W. H. Chaloner, autores de una reedición moderna de la obra, afirman por otro lado que el libro está basado en evidencias incompletas. No obstante, entienden que permitió a Engels ganarse una reputación entre los socialistas.